# Rainer Vollkommer

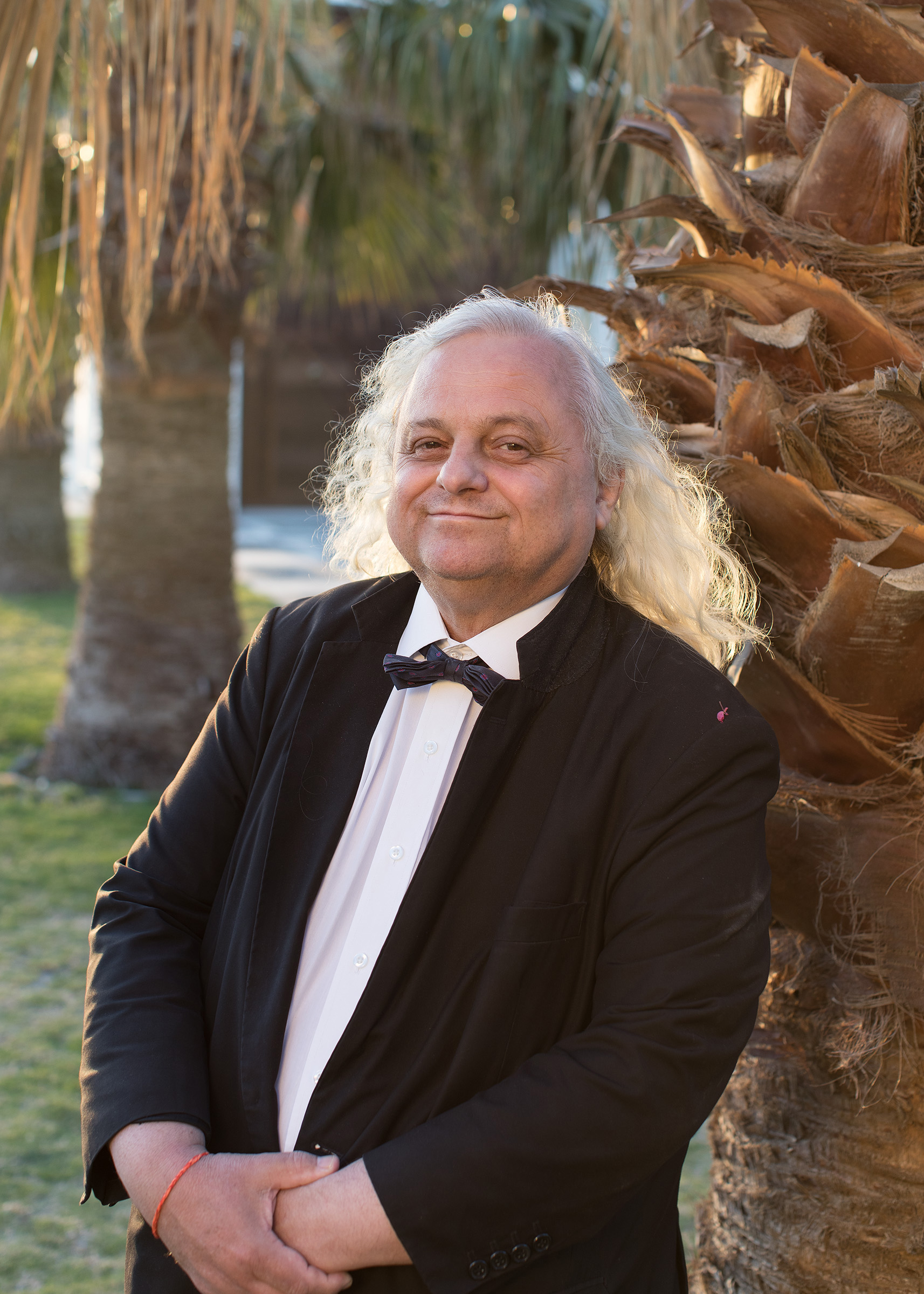
Rainer Vollkommer, Bahrain 2022

Rainer Vollkommer (* 20. Juli 1959 in München) ist ein deutscher Klassischer Archäologe.

## Leben

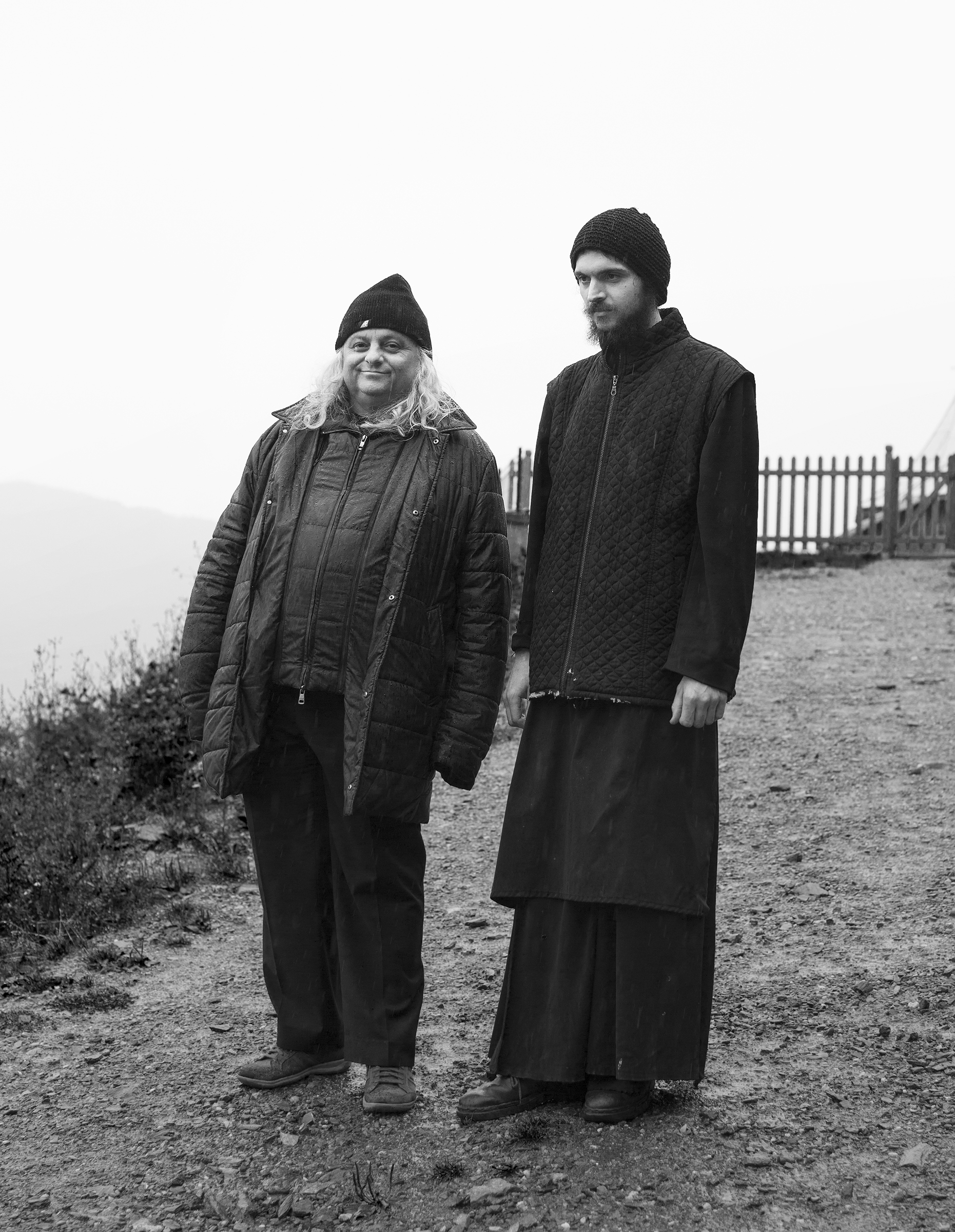
Rainer Vollkommer mit orthodoxem Mönch im Kloster St. John Iacob in Corlățeni, Suceava, Rumänien 2018

Rainer Vollkommer studierte ab 1978 Klassische Archäologie, Ur- und Frühgeschichte, Kunstgeschichte, Ägyptologie sowie Vorderasiatische Archäologie an der Universität München. Anschließend absolvierte er ein Magisterstudium in Paris und ein Graduierungsstudium in Oxford, wo er 1984 bei John Boardman promoviert wurde. Von 1984 bis 1994 arbeitete Vollkommer als wissenschaftlicher Mitarbeiter beim Lexicon Iconographicum Mythologiae Classicae (LIMC) in Basel. Daneben lehrte er als Dozent an den Universitäten in Fribourg (Schweiz) und Freiburg im Breisgau. Zwischen 1994 und 1998 war Vollkommer Oberassistent am Archäologischen Institut der Universität Leipzig, wo er unter anderem am Aufbau des dortigen Antikenmuseums beteiligt war. Von 1998 bis 2000 nahm er eine Vertretungsprofessur an der Universität Freiburg i. Br. wahr.
Ab 2000 arbeitete Vollkommer als Kunsthändler bei der auf Kunst der Antike spezialisierten Kunstgalerie Jean-David Cahn AG in Basel. Von 2002 bis 2011 war er als Abteilungsleiter im Sächsischen Landesamt für Archäologie zuständig für das Landesmuseum für Vorgeschichte Dresden und das Archäologische Archiv Sachsens. Er erhob erfolgreich eine Mobbingklage gegen seine Vorgesetzte. Im Dezember 2009 wurde er zum Honorarprofessor an der Technischen Universität Dresden bestellt.
Vom 1. April 2011 bis Mai 2023 leitete Vollkommer das Liechtensteinische Landesmuseum in Vaduz. Während seiner Leitung wurde das „Industriezimmer“, einer der rund 30 Räume der Dauerausstellung des Liechtensteinischen Landesmuseums sowie das angegliederte Postmuseum neu gestaltet und 2015 eine Schatzkammer Liechtenstein eingerichtet.
2023 war er Präsident der Winckelmann-Gesellschaft in Stendal, nachdem er seit 2006 Kuratoriumsmitglied und seit 2009 Vizepräsident gewesen war.
Er ist mit der Archäologin Doris Vollkommer-Glökler verheiratet. Sie haben eine Tochter.

### Mitgliedschaften
Zwischen 2015 und 2023 war Vollkommer Vorstandsmitglied von „Erlebe Vaduz“, dem Standortmarketing der Gemeinde Vaduz. Teils privat, teils von Amtes wegen war er 2019–2023 Sekretär von European Exhibition Network (EEN), von The Network of European Museum Organisations (NEMO), des EMF European Museum Forum (EMF) / European Museum Year Award (EMYA), des Landesmuseumdirektorentreffens Österreichs, Liechtensteins und Südtirols, des Arbeitskreises Museen für Geschichte, des Österreichischen Museumsbundes und des Vereins „Museen und Schlösser Euregio Bodensee e. V.“, den er 2012–2015 präsidierte.

### Weitere Aktivitäten
Seit Anfang der 2010er-Jahre engagierte sich Rainer Vollkommer stark im Bereich der digitalen Innovationen für Museen. So wurde das neu eingerichtete Postmuseum mit einem digitalen Briefkatalog und einer digitalen Reiseroute von Mailand nach Lindau versehen. In Zusammenarbeit mit dem Institut für Wirtschaftsinformatik der Universität Liechtenstein entstand ein Crowdsourcing-Wettbewerb auf Facebook sowie ein Augmented Reality-Projekt, das die Auswirkungen von Augmented Reality innerhalb virtueller Lernumgebungen untersuchte. Er initiierte auch das Instagram- und Twitter-Projekt „Liechtenstein Moments“ und den Digital Museum Innovation Summit.
Darüber hinaus beteiligte er sich an dem vierjährigen EU-Projekt „smARTplaces“, in dem sieben Museen aus fünf Ländern sowie zwei Universitäten aus zwei weiteren Ländern kooperierten. Rainer Vollkommer war Mitglied der Steuerungsgruppe. In diesem Rahmen entstanden mehrere Apps und Audioguides in vielen Sprachen.
Ein weiteres Anliegen war es, das Liechtensteinische Landesmuseum durch zahlreiche Veranstaltungen zu beleben. So stieg die Anzahl der Veranstaltungen von ca. 20 bei seiner Ankunft auf 200 pro Jahr. Neben typischen Vorträgen, Diskussionen und Führungen fanden auch kleine Theateraufführungen und Tanzveranstaltungen statt. In Leipzig, Dresden und Vaduz wurden zahlreiche Musikveranstaltungen, einschließlich klassischer Musik, Opern, Chorgesänge sowie lateinamerikanische Musik und Rap, organisiert. In Dresden gab es zudem die erste große Modeschau in Ostdeutschland nach der Wiedervereinigung sowie die größten Disco- und Musikveranstaltungen in Sachsen, darunter die Erdbeerdisco und Palais Sommer. Einen hohen Stellenwert hatten auch Vorstellungsabende in Zusammenarbeit mit Botschaften und Konsulaten, in denen sich verschiedene Länder durch Filme, Fotos, Diskussionen, Musikveranstaltungen und kulinarische Angebote präsentierten.

## Ausstellungen
Rainer Vollkommer organisierte in verschiedenen Museen über 200 Ausstellungen in den Bereichen Archäologie, Geschichte, Kunst, Kultur, Gesellschaft, Umwelt, Natur und Mathematik. Viele dieser Ausstellungen wurden von ihm selbst konzipiert und teilweise als Wanderausstellungen realisiert. Zu den bedeutendsten Projekten zählen unter anderem 1712 – Das Werden eines Landes, Matheliebe, Marilyn – die starke Monroe, Mythos Olympische Spiele, Grenzenlos – Globalisierung und Identität, Faszination Pyramiden, Eleganz und Genießen – Alltagsleben, Weisheiten und Kunst in der chinesischen Kultur sowie 1719 – 300 Jahre Liechtenstein. Kooperationen fanden mit zahlreichen Ländern statt, darunter Belarus, Bulgarien, China, Deutschland, Frankreich, Indonesien, Israel, Italien, Japan, Kroatien, Lettland, Kasachstan, Österreich, Rumänien, Russland, Schweiz, Singapur und der Vatikan. In einigen Ausstellungen wurden Leihgaben aus bis zu 40 Ländern präsentiert.

### Ausstellungen (Auswahl)
- in Zusammenarbeit mit Yad Vashem: Besa: Eine Sache der Ehre – Wie muslimische Albaner Juden retteten (26. Januar – 4. März 2012, Liechtensteinisches Landesmuseum, Vaduz)
- 1712 – Das Werden eines Landes (5. April – 14. Oktober 2012, Liechtensteinisches Landesmuseum, Vaduz)
- in Zusammenarbeit mit Ted Stampfer: Marilyn – die starke Monroe (26. März 2015 – 10. Januar 2016, Liechtensteinisches Landesmuseum, Vaduz)
- in Zusammenarbeit mit Peter Echtermeyer: Ein halber Quadratmeter Freiheit – Bilder aus der Haft (25. Juni – 18. Oktober 2015, Liechtensteinisches Landesmuseum, Vaduz)
- Mythos Olympische Spiele – Von der Antike bis zur Gegenwart (7. Juli 2016 – 15. Januar 2017, Liechtensteinisches Landesmuseum, Vaduz)
- Natura Morta – Oliver Mark (12. Oktober 2016 – 8. Januar 2017, Liechtensteinisches Landesmuseum, Vaduz)
- in Zusammenarbeit mit Christian Tietze: Faszination Pyramiden (6. Juli 2017 – 14. Januar 2018, Liechtensteinisches Landesmuseum, Vaduz)
- Hannes Schmid – Concerned Photography (21. September 2017 – 4. Februar 2018, Liechtensteinisches Landesmuseum, Vaduz)
- in Zusammenarbeit mit Minming Wang: Eleganz und Geniessen – Alltagsleben, Weisheiten und Kunst in der chinesischen Kultur. Literati und Qi Baishi (28. Juni – 21. Oktober 2018, Liechtensteinisches Landesmuseum, Vaduz)
- 1719 – 300 Jahre Fürstentum Liechtenstein (27. Februar 2019 – 23. Januar 2020, Liechtensteinisches Landesmuseum, Vaduz)
- Märchen, Sagen und Symbole (1. April – 12. September 2021, Liechtensteinisches Landesmuseum, Vaduz)
- Stimmen aus der Arktis (16. September 2021 – 9. Januar 2022, Liechtensteinisches Landesmuseum, Vaduz)
- Pompeji – Pracht und Tod unter dem Vulkan (14. Oktober 2021 – 24. April 2022, Liechtensteinisches Landesmuseum, Vaduz)
- Chinesische Bambusschnitzkunst aus dem Shanghai Museum (24. Februar – 8. Mai 2022, Liechtensteinisches Landesmuseum, Vaduz)
- 5000 Jahre Esskultur in China – Schätze aus dem Chinesischen Nationalmuseum (9. Juni – 21. August 2022, Liechtensteinisches Landesmuseum, Vaduz)
- Cusp – Rashid Al Khalifa (8. September – 16. Oktober 2022, Liechtensteinisches Landesmuseum, Vaduz)
- Ion Irimescu, Ion Mândrescu – Geheimnis und Erfüllung in der rumänischen Skulptur (18. Mai – 1. Oktober 2023, Liechtensteinisches Landesmuseum, Vaduz)

## Schriften (Auswahl)
Rainer Vollkommer verfasste sechs Bücher, gab über 50 Bücher, Kataloge und Lexika heraus und schrieb etwa 50 größere Artikel in wissenschaftlichen Zeitschriften sowie über 2000 Stichworte in verschiedenen Lexika. Zudem war er wissenschaftlicher Berater für Publikationen wie den Brockhaus Archäologie, Geo Themenlexikon Archäologie, das Jahrmillionenbuch (ADAC) und die Weltgeschichte in 20 Bänden (Bertelsmann).

### Monografien
- Herakles in the Art of Classical Greece. Oxford University Committee for Archaeology, Oxford 1989, ISBN 0-947816-25-9 (= Dissertation).
- Unteritalische Vasen (= Kleine Reihe des Antiken-Museums der Universität Leipzig. Band 2). Leipziger Universitätsverlag, Leipzig 1995, ISBN 3-929031-86-8.
- Sternstunden der Archäologie. C. H. Beck, München 2000, ISBN 3-406-45935-8.
- Neue Sternstunden der Archäologie. C. H. Beck, München 2006, ISBN 3-406-55058-4.
- Das antike Griechenland. Theiss, Stuttgart 2007, ISBN 3-8062-2045-X.
- Das römische Weltreich. Theiss, Stuttgart 2008, ISBN 978-3-8062-2078-0.

Herausgeberschaften
- Französische Archäologie heute. Einblicke in Ausgrabungen (= Veröffentlichungen des Frankreich-Zentrums. Band 3). Leipziger Universitätsverlag, Leipzig 1997, ISBN 3-931922-43-X
- Künstlerlexikon der Antike. 2 Bände, K. G. Saur, Leipzig/München 2001–2004, ISBN 3-598-11412-5.
  - Bd. 1: A – K, 2001, ISBN 3-598-11413-3.
  - Bd. 2: L – Z, 2004, ISBN 3-598-11414-1.
    - Nachdruck in einem Band: Künstlerlexikon der Antike. Über 3800 Künstler aus drei Jahrtausenden. Nikol, Hamburg 2007, ISBN 978-3-937872-53-7.
- Oliver Marks Blick auf Liechtensteins Staatsfeiertag. Fotografien: Oliver Mark, Alpenland-Verlag, Schaan 2013, ISBN 978-3-905437-34-8.
- Natura Morta. Fotografien: Oliver Mark. Kehrer Verlag, Heidelberg 2016, ISBN 978-3-86828-759-2.[15]
- Bukowina Klöster Leben. Editura Karl A. Romstorfer, Suceava 2018, ISBN 978-6-068-69829-8. (mit Texten von Rainer Vollkommer, Constantin-Emil Ursu, Teodor Brădăţanu)
- 300 Jahre Fürstentum Liechtenstein. 1719-2019. Liechtensteinisches Landesmuseum, Vaduz 2019, ISBN 978-3-9524770-6-9.
- mit Donat Büchel: 1712 – Das Werden eines Landes. Liechtensteinisches Landesmuseum, Vaduz 2012.
- Marilyn. Die starke Monroe. Liechtensteinisches Landesmuseum, Vaduz 2015, ISBN 978-3-9524400-0-1.
- Schatzkammer Liechtenstein. Liechtensteinisches Landesmuseum, Vaduz 2015, ISBN 978-3-9524400-1-8.
- Mythos – Olympische Spiele. Von der Antike bis zur Gegenwart. Liechtensteinisches Landesmuseum, Vaduz 2017, ISBN 978-3-9524602-3-8.
- mit Christian Tietze: Faszination Pyramiden. Liechtensteinisches Landesmuseum, Vaduz 2017, ISBN 978-3-9524602-9-0.
- mit Minming Wang: Eleganz und Geniessen. Alltagsleben, Weisheiten und Kunst in der chinesischen Kultur. Liechtensteinisches Landesmuseum, Vaduz 2018, ISBN 978-3-9524770-1-4.
- mit Yang Zhigan und Shi Yuan: Chinesische Bambusschnitzkunst aus dem Shanghai Museum. Liechtensteinisches Landesmuseum, Vaduz 2019, ISBN 978-3-9525059-9-1.
- Märchen, Sagen und Symbole. Liechtensteinisches Landesmuseum, Vaduz 2021, ISBN 978-3-9525059-3-9.
- Pompeji – Pracht und Tod unter dem Vulkan. Liechtensteinisches Landesmuseum, Vaduz 2021, ISBN 978-3-9525059-4-6.
- mit Wang Chunfa: 5000 Jahre Esskultur in China. Liechtensteinisches Landesmuseum, Vaduz 2022, ISBN 978-3-9525404-5-9.
- Spectrum – Rashid Al Khalifa. Liechtensteinisches Landesmuseum, Vaduz 2022, ISBN 978-3-9525404-0-4.
- Die Archäologie Chinas. (Sonderheft Antike Welt). Wissenschaftliche Buchgesellschaft, Darmstadt 2023, ISBN 978-3-8053-5500-1.